# Enrique Mata
Pour les articles homonymes, voir Mata.
Mata  Cabello est un nom espagnol. Le premier nom de famille, en général paternel, est Mata ; le second, en général maternel, souvent omis, est Cabello.
Enrique Mata Cabello (né le 15 juin 1985 à Burgos) est un coureur cycliste espagnol.

## Biographie
Encore amateur, Enrique Mata remporte sa première victoire UCI en 2005 sur la 2e étape du Tour de Navarre. L'année suivante, il est stagiaire chez Saunier Duval-Prodir et participe aux Championnats du monde espoirs. En 2007, il passe professionnel dans l'équipe Viña Magna-Cropu, qui devient Burgos Monumental l'année suivante. Pour ses deux premières saisons, il termine 7e, puis 3e du Circuit de Getxo, chaque fois au sprint. En 2009, il termine 5e des Jeux méditerranéens. Bon sprinteur, il obtient aussi plusieurs places d'honneur lors de courses par étapes, en particulier la 2e place lors de la 1re étape du Tour de Burgos 2009.  
En 2010, il rejoint l'équipe ProTour Footon-Servetto. Malgré une saison aux résultats constants, ponctuée d'une huitième place à la Vattenfall Cyclassics, son contrat n'est pas renouvelé pour 2011. Le coureur se retrouve alors sans équipe.

## Palmarès
- 2004
  - 3e du Gran Premio San José
- 2005
  - 2e étape du Tour de Navarre
- 2006
  - 3e étape du Tour de Valladolid
  - Clásica de Ontur
  - 1re étape du Tour de Palencia
  - 2e du Tour de Valladolid
  - 3e du Gran Premio San José
- 2008
  - 3e du Circuit de Getxo
- 2010
  - 8e de la Vattenfall Cyclassics

## Résultats sur les grands tours

### Tour d'Espagne
- 2010 : 122e

## Classements mondiaux
| Année                  | 2005 | 2006 | 2007 | 2008 | 2009 | 2010 | 2011 |
| ---------------------- | ---- | ---- | ---- | ---- | ---- | ---- | ---- |
| Calendrier mondial UCI |      |      |      |      |      | 158e |      |
| UCI Africa Tour        |      |      |      |      |      |      | 119e |
| UCI America Tour       |      |      |      |      | 374e |      |      |
| UCI Europe Tour        | 940e | 968e | 819e | 390e | 744e |      |      |